# Tierra y Libertad, Altamirano
Tierra y Libertad är en ort i Mexiko.   Den ligger i kommunen Altamirano och delstaten Chiapas, i den sydöstra delen av landet, 800 km öster om huvudstaden Mexico City. Tierra y Libertad ligger 960 meter över havet och antalet invånare är 105.
Terrängen runt Tierra y Libertad är bergig åt sydost, men åt nordväst är den kuperad. Runt Tierra y Libertad är det ganska glesbefolkat, med 38 invånare per kvadratkilometer. Närmaste större samhälle är Las Tazas, 20,0 km nordost om Tierra y Libertad. I omgivningarna runt Tierra y Libertad växer i huvudsak städsegrön lövskog.